# John Rudometkin
John Rudometkin (Santa Maria, 6 giugno 1940 – Newcastle, 4 agosto 2015) è stato un cestista statunitense, professionista nella NBA.

## Carriera
Venne selezionato dai New York Knicks al secondo giro del Draft NBA 1962 (9ª scelta assoluta).

## Palmarès
- NCAA AP All-America Second Team (1962)
- NCAA AP All-America Third Team (1961)